# Quos ego

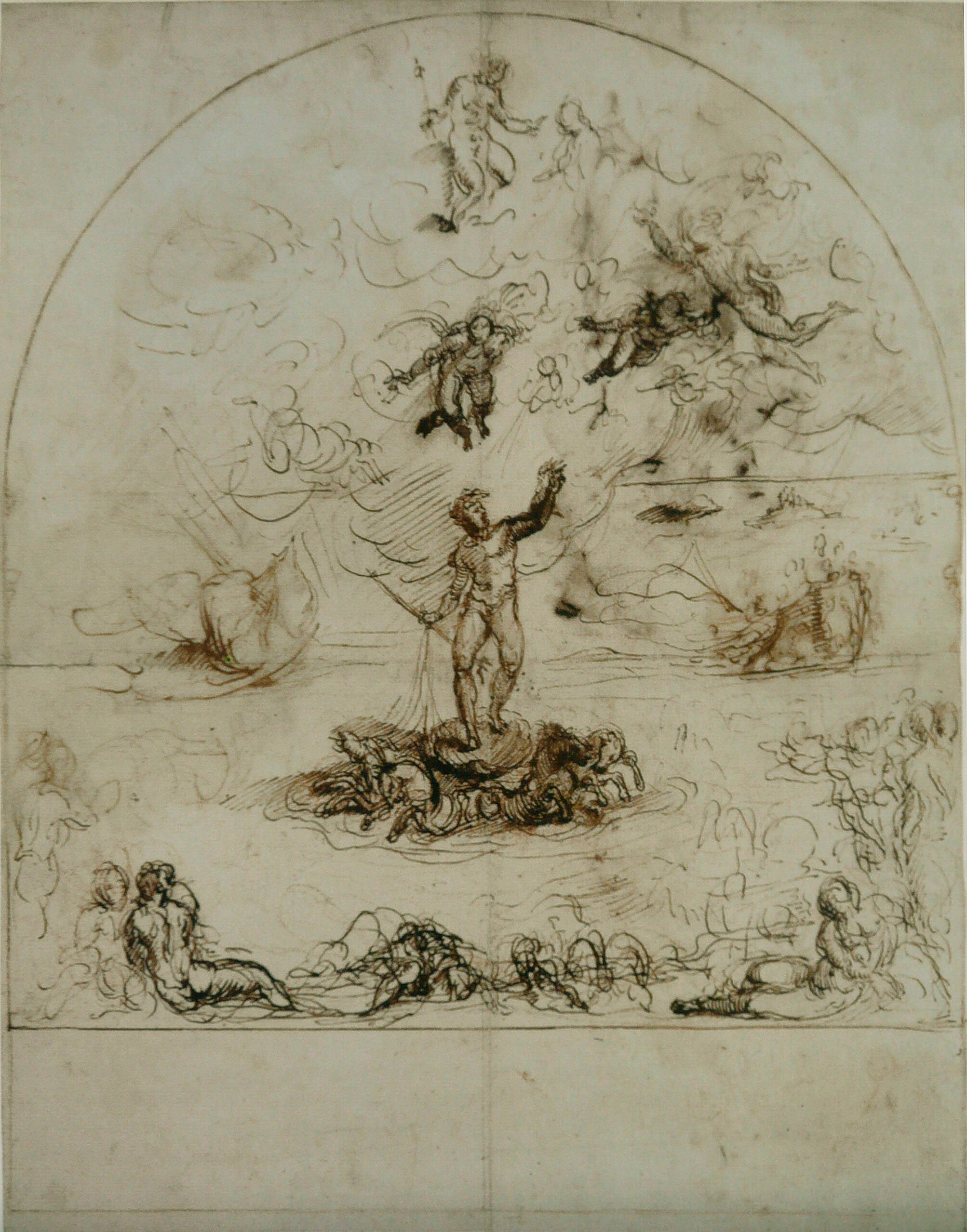
Illustration skapad av Agostino Carracci, 1590-tal, av Neptunus som lugnar vågorna.

Quos ego (ordagrant: "Vilka jag.") är en latinsk sentens från  Vergilius Aeneiden (I, 135), där orden yttras av Neptunus till de rebelliska vindarna när han ska lugna vågorna. 
Frasen är ett exempel på stilfiguren aposiopes, en form av ellips som innebär att en mening medvetet avbryts.

## Konstverk föreställande Neptunus som lugnar vågorna
- Quos ego, gravyr av Marcantonio Raimondi från cirka 1515.
- Quos ego, målning av Peter Paul Rubens från cirka 1635.
- Quos ego, etsning av Simone Cantarini.

## Andra kulturella referenser
- Quos ego är Lunds universitets studentkårers inofficiella motto.
- Quosego [sic]: Tidskrift för ny generation [sic], finlandssvensk modernistisk litterär tidskrift, som utkom i fyra nummer 1928–1929, under redaktion av Cid Erik Tallqvist och med medverkan av bland andra Rabbe Enckell, Gunnar Björling, Hagar Olsson, Henry Parland, Atos Wirtanen, Olof Enckell och Elmer Diktonius.